# A Scrap of Paper
A Scrap of Paper er en amerikansk stumfilm fra 1918 af Fatty Arbuckle.

## Medvirkende
- Roscoe 'Fatty' Arbuckle - Fatty
- Glen Cavender
- Al St. John
- Monty Banks